# 羊城八景
羊城八景是指中国广东省广州市（原广东省城，旧番禺县、南海县）具代表性的八个名胜景点。评选羊城八景的传统最早出现于南宋绍兴年间，迄今共评选过9次。

## 宋代
见于《羊城古钞》
- 扶胥浴日：南海神庙浴日亭
- 石门返照：石门[4]
- 珠江秋色：珠江
- 海山晓霁：海山楼
- 菊湖云影：菊湖
- 蒲涧濂泉：菖蒲涧
- 光孝菩提：光孝寺
- 大通烟雨：大通寺、烟雨井

- 南海神庙浴日亭
- 珠江广州段
- 白云山蒲谷
- 光孝寺大雄宝殿

## 元代
见于乾隆年间《南海县志》
- 扶胥浴日：南海神庙
- 石门返照：石门
- 蒲涧濂泉：菖蒲涧
- 大通烟雨：大通寺、烟雨井
- 粤台秋色：越秀山
- 白云晚望：白云寺
- 景泰僧归：景泰寺
- 灵洲鳌负：灵洲山

- 越秀公园入口

## 明代
见于庚戌年间《南海县续志》
- 珠江晴澜：珠江
- 粤秀松涛：越秀山
- 穗石洞天：坡山
- 番山云气：番山亭
- 药洲春晓：药洲遗址
- 琪琳苏井：琪琳门、苏井
- 象山樵歌：象岗
- 荔枝渔唱：荔枝湾

- 药洲遗址
- 荔湾湖公园

## 清代
清代羊城八景评了两次，第一次在乾隆年间，第二次在清代中后期的同治到光绪年间，故有两个版本。

### 乾隆版
见于《羊城古钞》
- 五仙霞洞：五仙观
- 琶洲砥柱：琶洲塔
- 孤兀禺山：禺山书院
- 镇海层楼：镇海楼
- 浮丘丹井：浮丘石
- 西樵云瀑：西樵山
- 东海鱼珠：鱼珠石
- 粤秀连峰：越秀山

- 粵秀連峰
- 琶洲砥柱
- 五仙霞洞
- 孤兀禺山
- 鎮海層樓
- 浮丘丹井
- 西樵雲瀑
- 東海魚珠

### 清代中后期版
见于《粤东笔记》
- 石门返照：小北江、石门
- 菠萝浴日（扶胥浴日）：南海神庙
- 珠江夜月（海珠夜月）：珠江
- 金山古寺：灵洲、小金山寺
- 大通烟雨：大通寺、烟雨井
- 白云晚望：白云寺
- 蒲涧濂泉：菖蒲涧、濂泉
- 景泰僧归：景泰寺

- 珠江夜月
- 大通煙雨
- 白雲晚望
- 蒲澗濂泉
- 景泰僧歸
- 石門返照
- 金山古寺
- 菠蘿浴日

## 1963年版
1962年9月10日，时任广州市副市长林西和市城建办工程师冯长福，以笔名“林冯”在《羊城晚报》副刊《晚会》刊文，邀请民众参与“羊城新八景”的讨论，得到积极回响。羊城晚报编辑部随后邀请社会各界人士成立“定景小组”，讨论得出十个候选景点，并在11月24日开始接受读者投票。1963年元旦正式公布。
- 白云松涛：白云山摩星岭至明珠楼一带的林海
- 萝岗香雪：萝峰寺一带（现萝岗香雪公园）
- 越秀远眺：越秀山、镇海楼、中山纪念碑
- 珠海丹心：以广州解放纪念像为中心的海珠广场及周边景色
- 红陵旭日：广州起义烈士陵园
- 双桥烟雨：珠江大桥
- 鹅潭夜月：白鹅潭及沙面
- 东湖春晓：东湖

- 白云山摩星岭
- 萝岗香雪公园
- 镇海楼
- 1963年的海珠广场
- 广州起义烈士陵园烈士纪念碑
- 2023年的珠江大桥西桥
- 沙面露德天主教圣母堂
- 东山湖公园

## 1986年版
1984年底，著名书画家胡根天致函广州市领导，提议重评“羊城八景”，以让民众回顾国家建设的成就、鼓舞人们发奋前进，同时能推广广州的旅游业。时值改革开放后广州经济社会快速发展，该建议得到时任市长叶选平的重视。《广州日报》和广州地区绿化委员会在次年牵头成立“重评羊城八景委员会”。经委员会考察审核及民众投票后，重评后的羊城八景于1986年3月5日正式公布。
- 红陵旭日：广州起义烈士陵园
- 黄埔云樯：黄埔港、新沙港
- 云山锦绣：白云山
- 珠海晴波：海珠广场
- 黄花浩气：黄花岗七十二烈士墓
- 越秀层楼：镇海楼
- 流花玉宇：以中国出口商品交易会大楼（流花展馆）和广州火车站为中心的周边建筑
- 龙洞琪林：华南植物园

- 白云山黄婆洞水库
- 黄花岗七十二烈士之墓
- 广州火车站
- 华南国家植物园水榭

## 2002年版
2001年九运会开幕前夕，广州当局启动“新世纪羊城八景”评选活动。是次活动于8月23日开始接受公众和基层单位提名，10月确定30个候选景点，11月产生8个候选景点的初定名单，次年7月26日正式发布。
- 云山叠翠：白云山风景区
- 珠水夜韵：珠江
- 越秀新晖：越秀山
- 天河飘绢：东站广场水景瀑布、中信广场
- 古祠流芳：陈家祠
- 黄花皓月：黄花岗七十二烈士墓
- 五环晨曦：广东奥林匹克体育中心
- 莲峰观海：番禺莲花山

- 广州东站广场和中信广场
- 陈家祠
- 广东奥林匹克体育中心
- 莲花山古采石场

## 2011年版
2010年11月16日，即广州亚运会开幕不久，羊城晚报报业集团旗下《新快报》发起“羊城新八景”的海选活动。该活动受到市民欢迎和当局重视，次月上升由羊城晚报报业集团主办。本地其他媒体亦跟随推出“广州百景”、“珠三角十景”等相近的评选活动。
2011年4月1日，羊城新八景开始总评，并于5月18日正式公布。八景中包含四个新景点和四个传统景点。
- 塔耀新城：广州塔、赤岗塔、海心沙、花城广场、东西双塔、中信广场等景观
- 珠水流光：珠江广州水域白鹅潭至琶洲段、珠江及珠江沿岸各码头、珠江一线景点（白鹅潭、沙面、沿江路、二沙岛、海心沙、琶洲会展中心等）
- 云山叠翠：白云山、云台花园等白云山周边景点
- 越秀风华：越秀山、镇海楼、五羊雕塑、中山纪念碑等景点
- 古祠流芳：陈家祠广东民间工艺博物馆
- 荔湾胜境：荔枝湾涌、荔湾湖、恩宁路骑楼、西关大屋以及荔枝湾改造一线的景点
- 科城锦绣：广州科学城
- 湿地唱晚：南沙湿地公园

- 广州塔及周边建筑
- 赤岗塔
- 琶洲西区
- 琶洲会展中心
- 云台花园
- 五羊雕塑
- 恩宁路骑楼
- 南沙湿地公园

## 2025年版
藉广州举办第十五届全运会和残特奥会的契机，2025年版羊城八景评选活动于4月11日启动。是次评选由羊城晚报报业集团和广州日报报业集团联合主办，先期接受全市各区的推荐提名和景区自荐，6月25日遴选出66个景区接受大众投票，7月16日再根据投票结果及专家评审选出16个候选景点，最终于8月3日正式发布。
- 塔映花城：广州塔、广州艺术博物院、花城广场、珠江夜韵、海珠湿地、广州市文化馆
- 云山叠翠：白云山、云萝植物园、云溪植物园
- 越秀风华：北京路、南越王博物院、越秀公园、中山纪念堂
- 荔湾胜境：永庆坊、陈家祠、白鹅潭、大湾区艺术中心、沙面
- 南沙旭日：南沙天后宫、蒲洲花园、南沙滨海公园、南沙湿地公园
- 黄埔云帆：南海神庙、黄埔军校
- 欢乐长隆：广州长隆旅游度假区
- 流溪烟渚：流溪河国家森林公园、从化温泉旅游度假区、中国国家版本馆广州分馆

- 广州艺术博物院
- 广州市文化馆
- 南越王博物院王墓展区
- 中山纪念堂
- 大湾区艺术中心
- 南沙天后宫
- 黄埔军校旧址
- 长隆欢乐世界
- 流溪河公园
- 1964年的从化温泉